# Бриммер, Эстер
Эстер Бриммер (англ. Esther Brimmer) — с апреля 2009 года помощник госсекретаря США по делам международных организаций.
Дочь Эндрю Бриммера (en:Andrew Brimmer). Член Совета по международным отношениям.

## Образование
Степени магистра и доктора философии по международным отношениям получила в Оксфордском университете, степень бакалавра по международным отношениями получила в колледже Помона (Калифорния).

## Биография
В 1989—1991 годах работала в «McKinsey».
В 1991—1993 годах работала в аппарате Демпартии США при Палате представителей США.
В 1993—1995 годах специальный помощник заместителя госсекретаря США по политическим вопросам.
Перед занятием своей нынешней должности работала в Университет Джонса Хопкинса.